# Cimitero americano di Nettuno

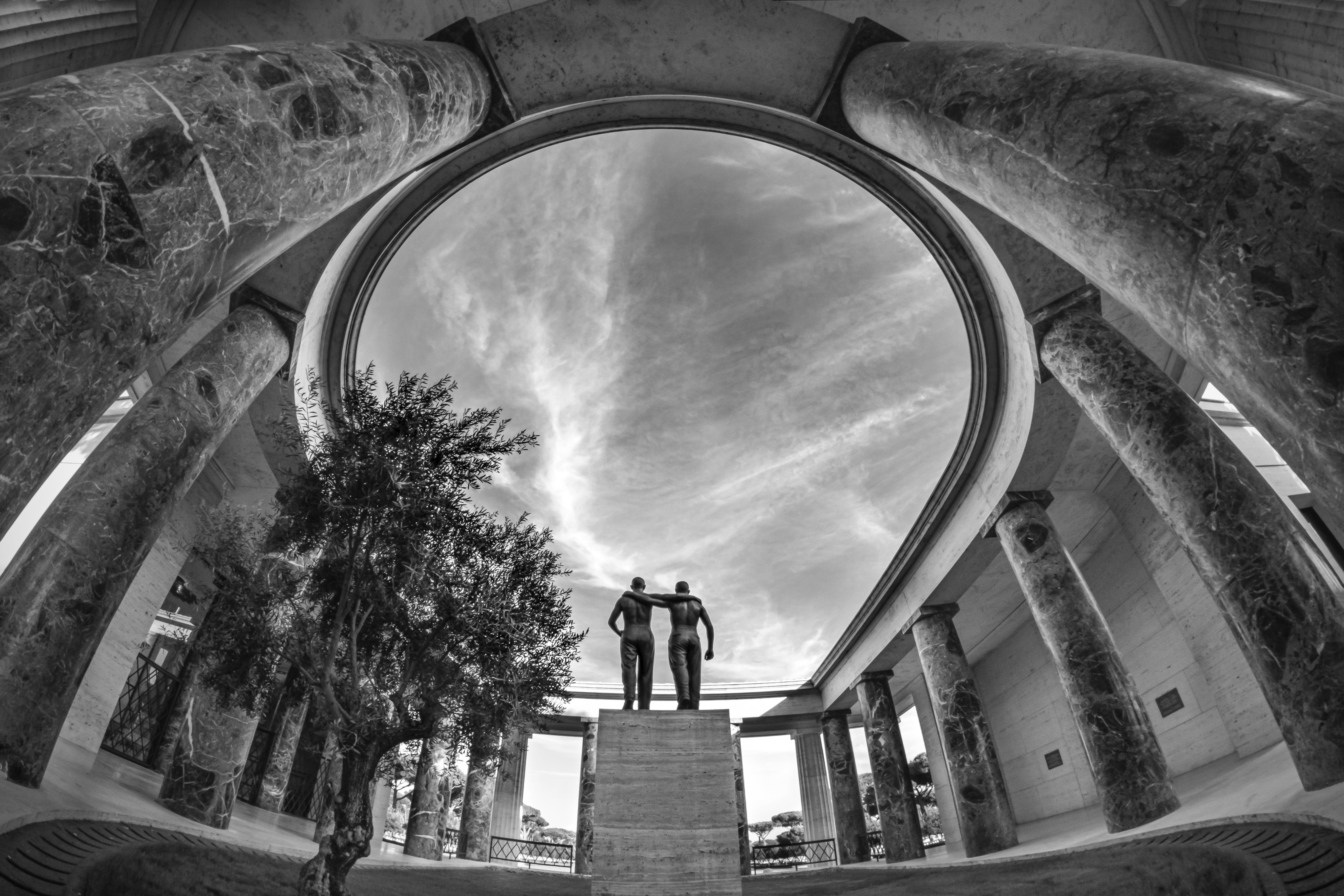
Cimitero Americano di Nettuno

Il cimitero americano di Nettuno (in Inglese: Sicily – Rome American Cemetery and Memorial) è il luogo che raccoglie le spoglie dei soldati statunitensi caduti durante la campagna nell'Italia centro-meridionale della seconda guerra mondiale.

## Storia e descrizione
L'attuale cimitero venne costruito dalla American Battle Monuments Commission nel 1956 sul territorio della città di Nettuno (in Piazzale Kennedy), nell'area dove fin dai primi giorni dello sbarco di Anzio venne posizionato il cimitero temporaneo della testa di sbarco.
Il sito copre una superficie di 311 542 m². All'ingresso vi è una piccola isola lacustre adorna di cipressi. Subito dietro, si apre un grande viale costeggiato da 7 861 lapidi bianche, corrispondenti a tutti gli americani deceduti (anche donne crocerossine) in diversi contesti: nell'operazione Husky concretizzatasi con lo sbarco in Sicilia durata dal 10 luglio al 17 agosto 1943; nello sbarco a Salerno (operazione Avalanche), che ebbe luogo nella zona della città campana il 9 settembre 1943 e infine nello sbarco ad Anzio e Nettuno (operazione Shingle) per la costituzione di una testa di ponte per la liberazione di Roma dai tedeschi (dal 22 gennaio alla fine maggio del 1944). 
In fondo, vi è un grande memoriale, costituito da una cappella, un peristilio e una stanza delle mappe illustranti le operazioni. In posizione preminente nel peristilio, si erge il monumento ai "Fratelli in Armi", una scultura che simboleggia il soldato e il marinaio statunitensi, fianco a fianco, ognuno con un braccio intorno alle spalle dell'altro. Nelle bianche mura di marmo della cappella, vi sono i nomi dei 3 095 dispersi.
In 490 tombe sono raccolte le spoglie di coloro che non poterono essere identificati.
Vi sono inoltre sepolti due militari insigniti di medaglia d'onore: il tenente Robert T. Waugh e il sergente Sylvester Antolak, nonché una stella d'argento: la sottotenente infermiera Ellen G. Ainsworth; 25 serie di fratelli, tra i quali William e Preston Kaspervik e un totale di 17 donne.